# シン・シサモット
シン・シサモット (クメール語: ស៊ីន ស៊ីសាមុត, 英語: Sinn Sisamouth, 1932年8月23日 - 1976年6月19日) は、カンボジアの歌手。ストゥントレン州出身。1950年代から1970年代にかけて活躍し。「クメール音楽の王」と広く考えられているシサマスは、ロス・セレイ・ソテア、ペン・ラン、マオ・サレス、その他のカンボジアのアーティストとともに、プノンペンの盛んなポップミュージックシーンの一部であり、クメールの伝統音楽の要素とリズムとブルース、ロックンロールの音をブレンドしてカンボジアのロックサウンドを開発した。1976年頃に不明な状況下でクメール・ルージュで死去。孫娘はシンガーソングライターのSin Setsochhata。 